# 木村孝洋
木村 孝洋（きむら たかひろ、1957年4月4日 - ）は、広島県安芸郡府中町 出身の元サッカー選手、サッカー指導者(JFA 公認S級コーチ)。

## 人物
現役時代はセントラル・ミッドフィールダーとしてプレーした。
男子（Jリーグ）・女子（なでしこリーグ）双方のトップリーグでクラブを降格させた日本初の監督という不名誉な記録を持っている。一方で、日本代表や年代別日本代表の選手を育てるなど、育成年代の指導実績を持っている。

## 来歴

### 現役
マツダ本社がある安芸郡府中町出身であり、同町出身の同世代に金田喜稔や猿沢茂がいる。
広島県立広島皆実高等学校、早稲田大学出身。1977年度大学入学、1980年度卒業。卒業同期は原博実。当時の早大学ア式蹴球部同世代の選手として、下條佳明、西野朗、加藤久、岡田武史、城福浩、吉田靖、神戸清雄、関塚隆らがいる。
大学卒業後は、1981年から1982年まで地元の府中町立府中中学校に教員として勤務した。
1983年、地元マツダへ入社、JSL1部のマツダSC(現サンフレッチェ広島)に所属する。同期入団は、信藤克義（信藤健仁）、小林伸二、今川正浩、上原洋史、山田隆（山田直輝の実父）ら。1987年の天皇杯には同じ地元広島出身の猿沢茂、高橋真一郎らやディド・ハーフナーと共に決勝進出に貢献した。また、「マツダサッカースクール」の指導者として地元学生のサッカー指導を行っていた。
1988年、JSL2部降格を機に現役引退する。引退後はマツダ社員として社業に専念していた。

### サンフレッチェ広島
1995年、サンフレッチェ広島でビム・ヤンセン監督の通訳兼コーチに就任する。
1997年、サンフレッチェ広島ユース監督に就任する。同年のJユースカップ準優勝、2000年全広島サッカー選手権大会初優勝に導き、同年の天皇杯に初出場した。ユース監督時代、駒野友一、森崎和幸・森崎浩司兄弟、宮本卓也、田森大己らを育て、1999年JFA 公認S級コーチライセンスを取得する。
2001年、ヴァレリー・ニポムニシ率いるサンフレッチェ広島トップチームのヘッドコーチに昇格する。同年12月にはヴァレリーの帰国に伴い監督代行に就任し、天皇杯2試合を指揮した。2002年、ガジ・ガジエフ監督就任に伴いヘッドコーチに復帰する も、同年7月に成績不振のためガジエフが解任、それを受けて監督に就任した。ただ、先発メンバーを固定しなかったためチームは混乱し、その上チームからまともな補強をしてもらえなかったのも災いし、7連敗（2011年現在クラブワースト記録）を喫するなど更にチームは低迷した。同年11月には監督としての全権限を小野剛ヘッドコーチに移管され、木村は名目上の監督となってしまう。同年末、チームはJ2降格しシーズン終了後責任を取り辞任した。その後、木村を監督に起用した今西和男総監督も辞任している。
その後は、広島強化部育成部門のコーチとなり、2003年から日本オリンピック委員会スポーツ指導者海外研修員としてアーセナルFCで研修している。

### その後
2005年、なでしこリーグに新規参入する東京電力女子サッカー部マリーゼと監督として2年契約を結ぶ。同年度のリーグではカウンターサッカーと丸山桂里奈らの活躍などにより8チーム中4位で終えるも、翌年2006年度のリーグではポゼッションサッカーへの戦術変更の失敗に加え丸山や大部由美ら主力に怪我人が続出しベストメンバーが組めなかったため低迷を続け年間最下位となり、2部へ降格してしまった。同年11月責任を取り辞任した。
2007年、京都サンガF.C.に入団、育成と普及の両部門を統括するアカデミーセンター長に就任。2008年からはセンター副長兼U-18監督に就任し当時1年生だった下畠翔吾・伊藤優汰・駒井善成・山田俊毅らを指導した。2009年からU-15監督に就任し、チームをクラブユース選手権準優勝に導く。　
2010年、今西が総監督を務める吉備国際大学サッカー部監督を1年間務めた。
2011年、今西が社長を務めるFC岐阜の強化部長に就任する予定だったが、倉田安治監督とのチーム作りにおける意見相違により契約延長に失敗した岐阜フロント陣により急遽監督として抜擢された。選手に自由に与え攻撃的なサッカーを目指したが、逆に約束事がないため守備が破綻し、それにより攻撃も機能しなくなり、岐阜の経営状況の問題からまともに補強してもらえなかったこともあり、結果同年度のJ2リーグ最下位に長く定着し、2度の6連敗および6試合連続無得点の記録を作ってしまう。リーグ終盤には辞意を固めていたがフロント陣に留意され、結局リーグ戦最後まで指揮しその後引責辞任した。
2012年、四国サッカーリーグのFC今治監督に就任。同年の天皇杯の2回戦で古巣のJ1サンフレッチェ広島と対決。これを2-1で破っている。
FC今治レディース監督を経て、現在はFC今治トップチームGグループ長

## 個人成績

### 選手
| 国内大会個人成績 | 国内大会個人成績 | 国内大会個人成績 | 国内大会個人成績 | 国内大会個人成績 | 国内大会個人成績 | 国内大会個人成績 | 国内大会個人成績 | 国内大会個人成績 | 国内大会個人成績 | 国内大会個人成績 | 国内大会個人成績 |
| 年度             | クラブ           | 背番号           | リーグ           | リーグ戦         | リーグ戦         | リーグ杯         | リーグ杯         | オープン杯       | オープン杯       | 期間通算         | 期間通算         |
| 年度             | クラブ           | 背番号           | リーグ           | 出場             | 得点             | 出場             | 得点             | 出場             | 得点             | 出場             | 得点             |
| 日本             | 日本             | 日本             | 日本             | リーグ戦         | リーグ戦         | JSL杯/ナビスコ杯 | JSL杯/ナビスコ杯 | 天皇杯           | 天皇杯           | 期間通算         | 期間通算         |
| ---------------- | ---------------- | ---------------- | ---------------- | ---------------- | ---------------- | ---------------- | ---------------- | ---------------- | ---------------- | ---------------- | ---------------- |
| 1983             | マツダ           |                  | JSL1部           |                  |                  |                  |                  |                  |                  |                  |                  |
| 1984             | マツダ           |                  | JSL2部           |                  |                  |                  |                  |                  |                  |                  |                  |
| 1985             | マツダ           |                  | JSL2部           |                  |                  |                  |                  |                  |                  |                  |                  |
| 1986-87          | マツダ           |                  | JSL1部           |                  |                  |                  |                  |                  |                  |                  |                  |
| 1987-88          | マツダ           |                  | JSL1部           |                  |                  |                  |                  |                  |                  |                  |                  |
| 通算             | 日本             | 日本             | JSL1部           | 55               | 1                |                  |                  |                  |                  |                  |                  |
| 通算             | 日本             | 日本             | JSL2部           |                  |                  |                  |                  |                  |                  |                  |                  |
| 総通算           |                  |                  |                  |                  |                  |                  |                  |                  |                  |                  |                  |

### 監督
| 年度 | 所属        | クラブ   | リーグ戦 | リーグ戦 | リーグ戦 | リーグ戦 | リーグ戦 | リーグ戦 | カップ戦   | カップ戦      |
| 年度 | 所属        | クラブ   | 順位     | 試合     | 勝点     | 勝       | 分       | 敗       | ナビスコ杯 | 天皇杯/皇后杯 |
| ---- | ----------- | -------- | -------- | -------- | -------- | -------- | -------- | -------- | ---------- | ------------- |
| 2001 | J1          | 広島     | -        | -        | -        | -        | -        | -        | -          | 4回戦         |
| 2002 | J1          | 広島     | 15位     | 22       | 20       | 6        | 2        | 14       | -          | -             |
| 2005 | L1          | マリーゼ | 4位      | 21       | 34       | 11       | 1        | 9        | -          | ベスト8       |
| 2006 | なでしこ1部 | マリーゼ | 8位      | 17       | 9        | 1        | 6        | 10       | -          | -             |
| 2011 | J2          | 岐阜     | 20位     | 38       | 24       | 6        | 6        | 26       | -          | 2回戦         |
| 2012 | 四国        | 今治     | 優勝     | 14       | 34       | 11       | 2        | 1        | -          | 3回戦         |
| 2013 | 四国        | 今治     | 優勝     | 14       | 40       | 13       | 1        | 0        | -          | 2回戦         |
| 2014 | 四国        | 今治     | 3位      | 14       | 34       | 11       | 1        | 2        | -          | 1回戦         |
| 2015 | 四国        | 今治     | 優勝     | 14       | 37       | 12       | 1        | 1        | -          | 1回戦         |

- 2001年の天皇杯は監督代行として。
- 2002年は途中就任、途中退任のためナビスコ杯および天皇杯は指揮していない。
- 2006年の成績はレギュラーリーグ、下位プレーオフの合算。

その他
- 1997年 Jユースカップ準優勝
- 2009年 日本クラブユースサッカー選手権 (U-15)大会準優勝

## 参考資料
- サンフレッチェ広島「木村孝洋ヘッドコーチの監督就任について」（2002年7月17日）、2011年8月11日閲覧。
- 中国新聞「前監督の木村氏、東京電力女子リーグ1部監督に」（2004年12月28日）、2011年8月11日閲覧。
- J's GOAL「木村孝洋氏、来季FC岐阜監督へ就任のお知らせ」（2010年12月27日）、2011年8月11日閲覧。